# El Ensueño
El Ensueño es una localidad balnearia uruguaya del departamento de Colonia.

## Ubicación
El balneario se encuentra situado en la zona sur del departamento de Colonia, sobre las costas del Río de la Plata, y al oeste del balneario Santa Ana. Se accede desde por camino vecinal desde el km 155 de la ruta 1.

## Población
Según el censo del año 2011 el balneario contaba con una población permanente de 19 habitantes, número que se ve incrementado en los meses de verano debido al turismo.
| 27            | 3 | 19 |
| (Fuente: INE) |   |    |